# Lad, Somogy
Lad  este un sat în districtul Barcs, județul Somogy, Ungaria, având o populație de 599 de locuitori (2011). 

## Demografie
Componența etnică a satului Lad
     Maghiari (89,47%)
     Germani (7,94%)
     Romi (1,94%)
     Necunoscut (0,65%)
     Alții (0,65%)
Componența confesională a satului Lad
     Romano-catolici (71,12%)
     Reformați (12,69%)
     Fără religie (5,84%)
     Atei (1%)
     Necunoscută (9,35%)
Conform recensământului din 2011, satul Lad avea 599 de locuitori. Din punct de vedere etnic, majoritatea locuitorilor (89,47%) erau maghiari, existând și minorități de germani (7,94%) și romi (1,94%). Apartenența etnică nu este cunoscută în cazul a 0,65% din locuitori.  Din punct de vedere confesional, majoritatea locuitorilor (71,12%) erau romano-catolici, existând și minorități de reformați (12,69%), persoane fără religie (5,84%) și atei (1,0%). Pentru 9,35% din locuitori nu este cunoscută apartenența confesională.